# Tomás Alba
Tomás Alba Irazusta (San Sebastián, 15 de marzo de 1937-Astigarraga, 28 de septiembre de 1979) fue un concejal de Herri Batasuna asesinado en un atentado terrorista de extrema derecha en 1979.

## Perfil personal
En 1959 se fue a vivir a Éibar, donde participó de manera activa en diversas actividades deportivas de esta ciudad, ocupando cargos directivos en varios clubes de esa ciudad. Estuvo especialmente vinculado con la Juventud Deportiva Arrate. Colaboró como locutor en Radio Arrate y Radio Juventud de Éibar y fue profesor de la escuela Armería. Posteriormente se trasladó a vivir a Astigarraga, entonces barrio de San Sebastián, donde ejercía como agente comercial de profesión. En 1978 publicó una novela, Dejad que las cometas vuelen por mí.
En el momento de su asesinato era miembro de las Gestoras Pro Amnistía y presidente segundo de la Federación Española de Balonmano. Dejó viuda y una hija.

## Elección como concejal
Tomás Alba era miembro de la Asociación de Vecinos de Astigarraga, un grupo local que promovía la desanexión de este barrio de San Sebastián, antiguo municipio que había sido anexionado a la ciudad durante el Régimen franquista. Esta asociación de vecinos estaba más o menos vinculada ideológicamente a la izquierda abertzale e integró a uno de sus miembros en la candidatura de la coalición Herri Batasuna al consistorio de San Sebastián en las elecciones municipales de 1979. Tomás Alba fue la persona elegida para ocupar ese puesto. En las elecciones municipales de abril de 1979 resultó elegido concejal.

## La polémica del Mundial 82
De cara al Mundial de fútbol de 1982 la organización del evento había decidido construir un nuevo estadio que albergara una de las sedes del Mundial. San Sebastián, con un estadio obsoleto, pero con uno de los equipos de fútbol más potentes del país en ese momento (la Real Sociedad) era una de las principales candidatas.
Como condición necesaria estaba que el ayuntamiento aceptara ser sede del Mundial y diera los permisos pertinentes para construir ese nuevo estadio, que la Real Sociedad proyectaba construir en el barrio de Zubieta. La votación en torno al apoyo a ser sede del Mundial y la construcción del nuevo estadio, se celebró el 29 de julio de 1979 y se saldó con un empate entre los grupos favorables y aquellos que estaban en contra (Partido Nacionalista Vasco y Herri Batasuna). Este resultado supuso que San Sebastián quedara descartada de la lucha y finalmente Valladolid fue la sede elegida, construyéndose el Estadio José Zorrilla.
Sin embargo tanto Tomás Alba, como su compañero de coalición Jon Alkorta, militante este último de ESB-PSV, que se habían ausentado en la votación del 29 de julio, hicieron pública su discrepancia con la decisión mayoritaria que había tomado Herri Batasuna de votar en contra, ya que consideraban que la celebración del Mundial y la construcción del estadio podría ser beneficiosa para la ciudad. A raíz de estas declaraciones los comités de barrios de Herri Batasuna sometieron la conducta de sus dos ediles a asamblea y el 14 de agosto de 1979 Herri Batasuna anunció la remoción de los dos concejales por no aceptar los métodos asamblearios de la coalición.
Tanto Alkorta como Alba se negaron a dimitir, recibiendo el primero el apoyo de ESB y el segundo el apoyo explícito de una asamblea vecinal de Astigarraga, que fue convocada y que refrendó la labor de Alba en el consistorio donostiarra. Aunque HB anunció el nombramiento de dos sustitutos, tanto el cese como el nombramiento de los sustitutos fueron declarados como no procedentes por la junta electoral provincial.

## Asesinato

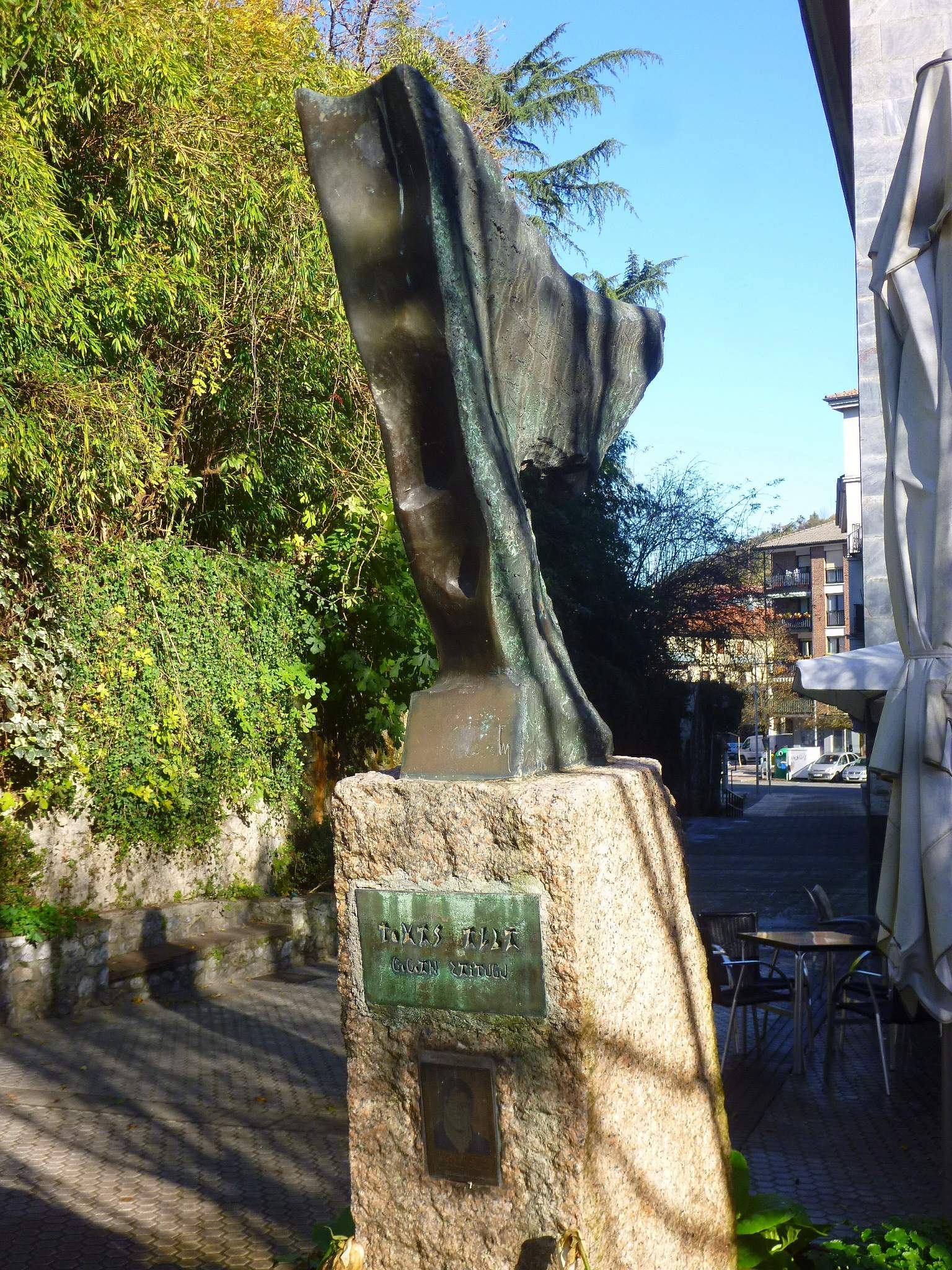
Memorial de Tomás Alba en Astigarraga

Poco antes de cumplirse dos meses del estallido de la polémica del Mundial, el 28 de septiembre de 1979, de madrugada, después de cenar en el restaurante Kako de Astigarraga y mientras acudía al lugar donde tenía su coche aparcado, Tomás Alba fue abordado por unos desconocidos que le dispararon con una escopeta de caza, ingresando cadáver en el hospital.
El asesinato de Alba causó desconcierto por su autoría, ya que fue reivindicado en primer lugar por los Grupos Armados Españoles (GAE) (una de las denominaciones que utilizaban los grupos terroristas de extrema derecha de la época); y poco después por un autodeclarado portavoz de ETA militar que le denominó enemigo del pueblo vasco.
El hecho de que Alba llevara dos meses enfrentado a Herri Batasuna daba cierta verosimilitud a la posibilidad de que ETA pudiera haber atentado contra él por disidencia. Sin embargo tanto Herri Batasuna como la propia ETA-militar, en un comunicado posterior, negaron este supuesto y atribuyeron el asesinato de Alba, a la guerra sucia del Estado.
El atentado sería finalmente atribuido al Comando Iturbide del Batallón Vasco Español. De hecho en 1985 los ultraderechistas Ignacio Iturbide y Ladislao Zabala, que reconocieron ante el juez haber asesinado a Alba, fueron condenados por siete asesinatos que cometieron (entre ellos el de Alba) a 231 años de cárcel cada uno. Los asesinos, que se dedicaban a recorrer en coche la zona entre Hernani, Andoáin y Rentería a la caza de separatistas, reconocieron a Alba en Astigarraga y le esperaron para asesinarle.
Algunas organizaciones como Basta Ya o medios de comunicación como ABC siguen contabilizando a Alba en el listado de víctimas asesinadas por ETA.

## Homenajes
El 14 de marzo de 1980, el ayuntamiento de San Sebastián decidió rebautizar la calle Mártires de la Tradición de Astigarraga con el nombre de calle Tomás Alba, para homenajear al concejal asesinado. En 1981 fue instalado un monolito recordatorio en dicha calle, obra del escultor Tomás Murua. Años después esta calle fue criticada por algunos medios de comunicación españoles por estar dedicada a un miembro del brazo político de ETA.
En 1997 el gobierno del PP concedió ayudas a la familia de Tomás Alba en su consideración de víctimas del terrorismo. En el marco de un acuerdo general de homenaje a ediles donostiarras asesinados, Tomás Alba fue homenajeado en 2005 por el consistorio con la instalación de una placa en el ayuntamiento, junto a la de Gregorio Ordóñez, edil del PP asesinado por ETA. Sin embargo, los ediles del PP no acudieron al acto de homenaje a Alba.
Dado que la calle que se le había concedido en 1980 dejó de formar parte del término municipal de San Sebastián al independizarse Astigarraga como municipio en 1987; Tomás Alba era el único concejal del ayuntamiento donostiarra asesinado por la violencia terrorista que no contaba con un espacio público dedicado a su memoria en la ciudad. Por este motivo en 2014 el ayuntamiento de San Sebastián, gobernado en ese momento por Bildu, decidió dedicarle una plaza en el barrio de Sagües. En dicha plaza se reubicó la escultura de "Paloma de la Paz" de Nestor Basterretxea, que antes se ubicaba junto al Estadio de Anoeta.